# Петушков Олександр Володимирович
Олекса́ндр Володи́мирович Петушко́в (1973—2022) — молодший сержант Збройних Сил України, учасник російсько-української війни, який загинув під час російського вторгнення в Україну.

## Життєпис
Народився 23 серпня 1973 року.
Під час російського вторгнення в Україну в 2022 році служив командиром стрілецького відділення. Загинув 13 липня 2022 року поблизу міста Сіверськ на Донеччині.
Похований у м. Звенигородка на Черкащині.

## Нагороди
- Медаль «За військову службу Україні» (6.10.2022) (посмертно) — за особисту мужність і самовіддані дії, виявлені у захисті державного суверенітету та територіальної цілісності України, вірність військовій присязі.[4]